# رز کارن
رز کارن (به ژاپنی: かれん) یکی از رقم‌های رز است که در سال ۱۹۹۵ میلادی در کشور ژاپن به وجود آمده‌است. گل به رنگ نارنجی کم رنگ بوده و معطر است و در چهارفصل گل‌دهی دارد. ارتفاع بته گل به ۱۰۰–۸۰ می‌رسد.